# トーマス・アデス

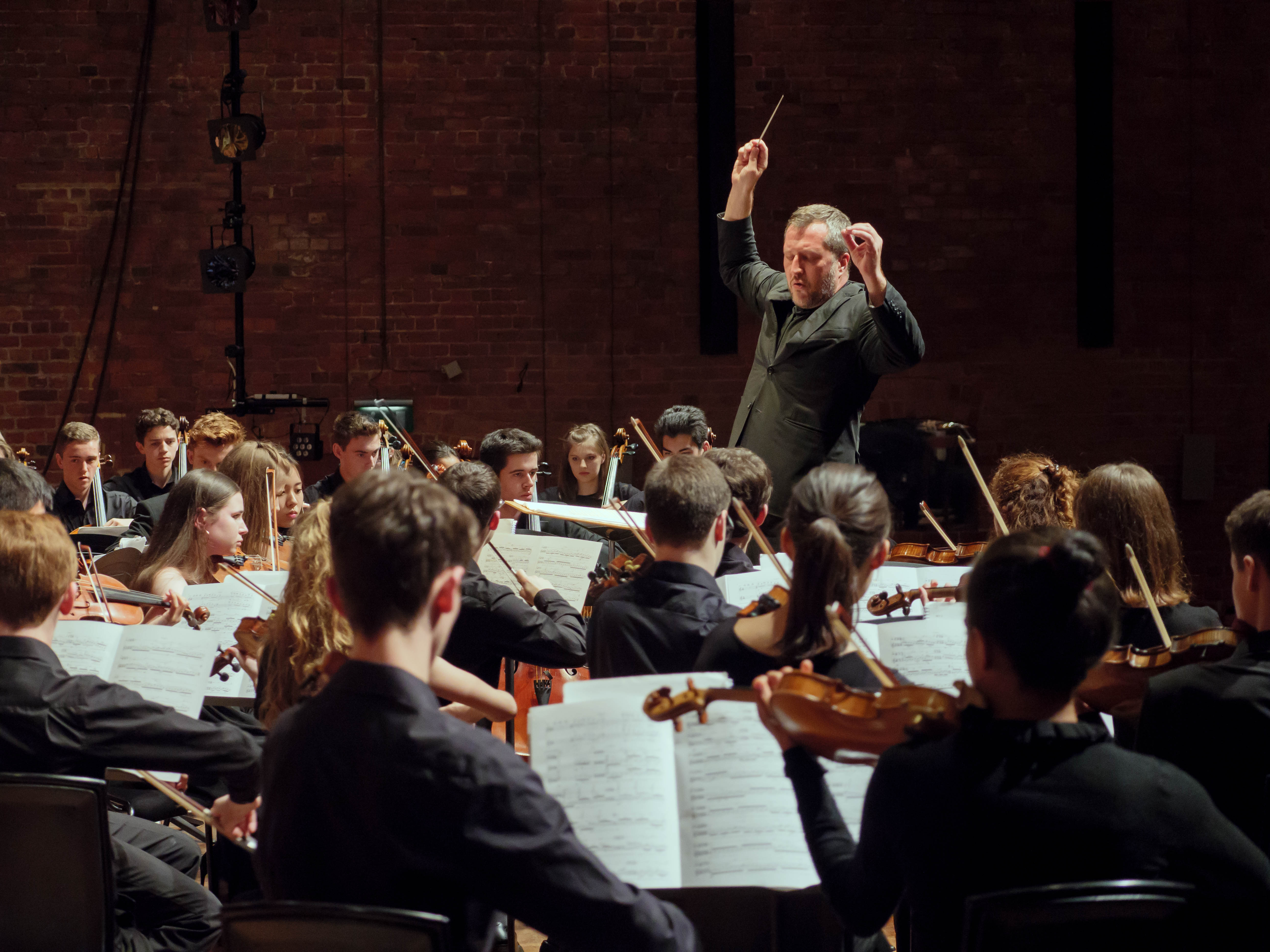
トーマス・アデス

トマス・ジョセフ・エドモンド・アデス（Thomas Joseph Edmund Adès, 1971年3月1日 ロンドン - ）は、英国の作曲家・ピアニスト・指揮者。

## 略歴
ポール・バーコウィッツにピアノを学んだ後、ギルドホール音楽演劇学校にてロバート・サクストンに作曲を師事。ケンブリッジ大学に進学後はアレクサンダー・ゲールとロビン・ハロウェイに作曲を師事。最初の作品「5つのエリオットの風景 Five Eliot Landscapes 」は、1990年に出版されている。1992年に最優秀の成績で大学を卒業。
1993年にピアニストとして22歳でロンドンにデビューした。ソロ活動や室内楽の演奏・録音にも積極的で、これまでにアルディッティ弦楽四重奏団などと共演。録音では、自作の「ピアノ五重奏曲」などのCDがある。また、7:11:15の比率で作曲されたことで有名なコンロン・ナンカロウの「アーシュラのための3つのカノン」の三曲目（この曲はアーシュラ本人が演奏できなかった）を、ナンカロウがデモで遺した自動ピアノのロールから自ら採譜して録音している。伴奏ピアニストとしては、これまでしばしばイアン・ボストリッジやスティーヴン・イッサーリスらとも共演してきた。
1995年に室内オペラ「 Powder Her Face 」の過激で露骨な性描写によって悪名を馳せる。この作品に描かれた大公妃とは、離婚係争中に、さまざまな性行為に耽る写真を暴露されて1960年代にスキャンダルの渦中の人物となった、アーガイル公妃マーガレット・キャンベル（1912年12月1日 - 1993年7月25日）のことであった。このオペラはチャンネル4によって映像化され、1999年のクリスマスに英国内で放映されたのち、2005年のクリスマスにDVDとして発売された。アデスはこのDVDのサービス映像に出演して、自作の映像化についてコメントしている。
管絃楽曲「アシュラ Asyla 」は、1997年10月にラトル指揮バーミンガム市交響楽団によって初演された。1999年のBBCプロムスでは、アデス手ずからBBC交響楽団を指揮して、「アシュラ」のロンドン初演を行なった。2002年9月7日には、ベルリン・フィルの首席指揮者となったラトルによって「アシュラ」のベルリン初演が行われ、EMIのDVDにも収録された。「アシュラ」は、ラトルとベルリン・フィルの世界的な演奏旅行においてもしばしば取り上げられている。
委嘱作品の「アメリカ、予言 America: a Prophecy 」は1999年11月に行われた、ニューヨーク・フィルハーモニックのミレニアムイベントのための作品である（英国初演は2000年6月にオールドバラ音楽祭において実施）。2004年にはEMIクラシックスよりCDが発売された。
シェイクスピアの戯曲による新作のオペラ「テンペスト」は、コヴェント・ガーデン王立歌劇場にて2004年2月に初演された。2005年11月にはコペンハーゲン歌劇場でもデンマーク初演が行われている。2006年7月から8月にかけては、サンタフェ歌劇場で米国初演が行われている。ヴァイオリン協奏曲「 Concentric Paths 」はヨーロッパ室内管弦楽団によって2005年9月に初演された。2007年にロンドン・バービカンセンターにて回顧展が催され、サイモン・ラトル指揮ベルリン・フィルハーモニー管弦楽団により、新作「 Tevot 」の英国初演が行われた。また同年には王立歌劇場にて「テンペスト」も無事再演された。

## 近況
現在はほかにオールドバラ音楽祭の芸術監督ならびにバーミンガム現代音楽集団の音楽監督を兼務しており、王立音楽アカデミーの教授にも就任している。

## 主要作品

### オーケストラ
- Asyla
- America: A Prophecy
- Concentric Paths
- Tevot
- In Seven Days
- Polaris
- Tontentanz

### オペラ
- パウダー・ハー・フェイス（英語版）
- ザ・テンペスト (歌劇)（英語版）
- 皆殺しの天使 (歌劇)（英語版）

### 室内楽
- Five Eliot Landscapes
- Arcadiana
- Cardiac Arrest
- Catch
- Chamber Symphony
- Concerto Conciso
- Court Studies
- Four Quarters
- Les baricades mistérieuses
- Lieux retrouvés
- Life Story
- Living Toys (日本初演済)
- The Origin of the Harp
- Piano Quintet

### 合唱
- The Fayrfax Carol